# Мерт Фират
Мерт Фират (тур. Mert Fırat; 10 січня 1981, Анкара, Туреччина) — турецький актор театру і кіно, сценарист.

## Біографія
Мерт Фират народився в Анкарі. Навчався в університеті Анкари за спеціальністю «географія та історія». З першого дня навчання в університеті актор грав у театральних постановках. 
Найбільш відомі п'єси з його участю — «Тестостерон», «Антоній та Клеопатра». Популярність актору принесла його перша роль у серіалі «Мешканці нашого дому». З 2005 року знявся в понад п'ятнадцяти фільмах та перемагав у багатьох номінаціях. Його батько — співак Ніхат Фират.
 У жовтні 2018 Фират став послом доброї волі від ООН в Туреччині.

## Фільмографія
- 2021 — Любов для початківців — Керем
- 2021 — Karanlık Şehir Hikayeleri: Kilit — Ерол
- 2021 — Ilginç Bazi Olaylar — Толгай
- 2020 — Спокута — Сінан
- 2019 — Pure White — Вурал
- 2018 — Все, що про тебе — красиво — Емре
- 2018 — Аріф 216 — Садрі Алісік
- 2017 — Розпуття — Берлаз
- 2017 — Маленькі вбивства — Серхан
- 2017 — Любов і гордість — Кенан
- 2015 — Жили-були — Озан
- 2014 — Ніч — Юсуф
- 2013 — Сон метелика — Русту Онур
- 2013 — Помста — Емре Арсой
- 2011 — Народ мого діда — Хасан
- 2011 — Не забувай мене — Сінан
- 2011 — Після революції — молодий житель села
- 2011 — Карусель — Ердем
- 2010 — Не забувай мене, Стамбуле
- 2009 — Закритий ринок — Арда Ґюлер
- 2009 — Любов іншими мовами — Онур
- 2008 — Не бійтесь життя — Енґін
- 2007 — Бездомний — Гусейн
- 2006 — Ось і мій — Алі
- 2006—1001 ніч — Бурак Інчеоглу
- 2002 — Мешканці нашого дому